# Pipoco
"Pipoco" é uma canção da cantora brasileira Ana Castela com participação de Melody e DJ Chris no Beat, lançada como single em 20 de maio de 2022.

## Composição e gravação

### Composição
Composta por 6 compositores incluindo DJ Chris no Beat e Ana Castela, "Pipoco" tem traços da música pop e eletrônica. Chris também utilizou do funk, chamando a cantora Melody para estabelecer uma relação maior com o gênero musical.

“Eu escuto muito sertanejo – Israel & Rodolffo, Hugo & Guilherme, Marília Mendonça. Mas também ouço muito Luísa Sonza, Anitta, Ludmilla. Meu estilo não é só no agro. Eu escuto tudo e mais um pouco.”— Ana Castela 
“A música foi uma parceria com a Ana Castela e ela me propôs o feat e eu falei ‘Claro! Vamo nessa!’, porque eu gravo um pouquinho de tudo né! Gravo funk, forró, piseiro e aí, eu falei ‘Vamo nessa, vamo gravar um clipe, vamo gravar a música’ e bom, foi incrível a gravação, foi tudo ótimo e espero que cresça ainda mais.”— Melody 

### Clipe
No clipe oficial da canção, as cantoras aparecem, primeiro, em um ambiente de boate e, depois, em um ambiente de faroeste usando roupas no estilo country. Durante o vídeo, elas, além de dançarem, andam a cavalo e aparecem fazendo atividades rurais.

"Eu levei minhas roupas para para fazer o estilo da Melody mais country. Todas as roupas que ela usa no clipe são minhas, tirando os ‘croppeds’ e os shorts. A gente foi experimentando tudo juntas."— Ana Castela 
Segundo Castela, Melody não sabia andar a cavalo, e aprendeu durante as gravações.

“Na hora de andar a cavalo, ela não sabia muito, mas a gente foi explicando.”— Ana Castela 

## Recepção
Os fãs inicialmente julgaram a dicção de Melody como confusa. O clipe da canção, publicado em 20 de maio de 2022, alcançou mais de 210 milhões de visualizações. No Spotify, os artistas alcançaram, em julho do mesmo ano, o quinto lugar, e no dia 19 do mesmo mês, o primeiro lugar na categoria brasileira da plataforma. No Deezer, acanção ficou no TOP 20 mundial das músicas mais ouvidas.
Em novembro de 2023, "Pipoco" foi reproduzida no trailer do filme brasileiro Minha Irmã e Eu.